# 中国古代神话 (袁珂)
《中国古代神话》，是中国神話學專家袁珂撰寫的一部全面敘述中國古代神話體系的專著。
简本在1950年由上海商務印書館出版，只有七八萬字。1956年再版，再版本原預計擴充到十五六萬字左右。但袁珂突破出版社要求的字數範圍，經過徹底重寫，篇幅擴大到幾乎是初版的四倍左右，達到三十萬字左右。1959年又做了小修订后再版，由北京中华书局出版。該書有俄、日、韓多種語言譯本。
1983年又在此书基础上增補修訂成《中國神話傳說》一书，擴充到六十萬字之多，從盤古開天闢地敘述到秦始皇統一六國。

## 目錄
- 第一章 導言
- 第二章 世界是怎樣開始的（上）
- 第三章 世界是怎樣開始的（下）
- 第四章 黄帝和蚩尤的戰争
- 第五章 帝俊、帝嚳和舜
- 第六章 羿和嫦娥的故事
- 第七章 鯀和禹治理洪水
- 第八章 遠國異人
- 第九章 夏以後的傳說（上）
- 第十章 夏以後的傳說（下）

## 外部連結
- 中國學術論壇：读袁珂《中国古代神话》（页面存档备份，存于）